# Argyropelecus lychnus
Argyropelecus lychnus és una espècie de peix pertanyent a la família dels esternoptíquids.

## Descripció
- Fa 5,9 cm de llargària màxima.
- Nombre de vèrtebres: 35-37.[6][7]

## Reproducció
És ovípar amb larves i ous planctònics.

## Alimentació
Menja copèpodes.

## Hàbitat
És un peix marí i batipelàgic que viu entre 200 i 700 m de fondària.

## Distribució geogràfica
Es troba al Pacífic occidental (Papua Nova Guinea i Nova Zelanda) i el Pacífic oriental (des del sud de la Colúmbia Britànica -el Canadà- fins a Califòrnia -els Estats Units- i, possiblement, més al sud).

## Observacions
És inofensiu per als humans.